# 浮山文庙
浮山文庙，位于山西省临汾市浮山县城东端，其大成殿是中华人民共和国山西省文物保护单位之一。
1996年1月12日，授予山西省文物保护单位，是一座古建筑及历史纪念建筑物。